# Lauren Cohan
Lauren Cohan (Filadèlfia, 7 de gener de 1982), és una actriu i model britànico-estatunidenca.

## Biografia
Cohan va néixer a Filadèlfia, i va viure de petita a Cherry Hill (Nova Jersey), abans de traslladar-se al Regne Unit. Va graduar-se a la Universitat de Winchester King Alfred's, on va estudiar drama i literatura anglesa. Des d'aleshores va dividir el seu temps i treball entre Londres i Los Angeles.

## Carrera
Va debutar en el cinema el 2005 a la pel·lícula Casanova. El 2006 va protagonitzar la seqüela de la pel·lícula National Lampoon's Van Wilder, Van Wilder 2: Rise of Taj en el paper de la Charlotte Higginson. El seu següent paper fou el 2007 a la pel·lícula Float. També va aparèixer a la tercera temporada de la sèrie de televisió Supernatural en el paper de la Bela Talbot, una lladre que ajudava els germans Winchester. Va continuar en el món de la televisió en la segona temporada de Diaris de Vampirs, va interpretar a Maggie Greene a The Walking Dead del 2012 al 2022.

## Filmografia

### Actriu
| Any  | Títol                                         | Paper               | Notes    |
| ---- | --------------------------------------------- | ------------------- | -------- |
| 2005 | Casanova                                      | Sister Beatrice     |          |
| 2006 | Van Wilder: The Rise of Taj                   | Charlotte Higginson |          |
| 2008 | Float                                         | Emily Fulton        |          |
| 2010 | Young Alexander the Great                     | Leto                |          |
| 2010 | Practical                                     | Lauren              |          |
| 2012 | Death Race 3                                  | September Jones     | Convidat |
| 2014 | Reach Me                                      | Kate                |          |
| 2014 | Reach Me                                      | Kate                |          |
| 2016 | The Boy                                       | Greta               |          |
| 2016 | Batman contra Superman: L'alba de la justícia | Martha Wayne        | Convidat |
| 2017 | All Eyez on Me                                | Leila Steinberg     |          |
| 2018 | Mile 22                                       | Alice Kerr          |          |

| Any                  | Títol                             | Paper                          | Notes               |
| -------------------- | --------------------------------- | ------------------------------ | ------------------- |
| 2007                 | Beautiful                         | Empleat de Forrester Creations | 1 episodi           |
| 2007–2008            | Supernatural                      | Bela Talbot                    | 6 episodis          |
| 2008                 | Valentine                         | Joanna Clay                    | episodi: 1x01       |
| 2009                 | Life                              | Jackie Rolder                  | episodi: 2x20       |
| 2010                 | Modern Family                     | Recepcionista                  | episodi: 2x05       |
| 2010                 | Cold Case                         | Rachel Malone                  | episodi: 7x16       |
| 2010                 | CSI: NY                           | Meredith Muir                  | episodi: 6x13       |
| 2010–2012            | Diaris de Vampirs                 | Rose                           | 6 episodis          |
| 2011                 | Heavenly                          | Lily                           | episodi: 1x01       |
| 2011                 | Chuck                             | Vivian McArthur Volkoff        | 5 episodis          |
| 2011–2018; 2020–2022 | The Walking Dead                  | Maggie Greene                  | 106 episodis        |
| 2012                 | Childrens Hospital                | Lulu Pratt                     | episodi: 4x07       |
| 2013                 | Law & Order: Special Victims Unit | Avery Jordan                   | episodi: 14x18      |
| 2013                 | Tim & Eric's Bedtime Stories      | Stephanie                      | episodi: 1x03       |
| 2016                 | The Mindy Project                 | Ashley                         | episodis: 4x18-4x19 |
| 2019                 | Whiskey Cavalier                  | Francesca "Frankie" Trowbridge | 13 episodis         |
| 2023–present         | The Walking Dead: Dead City       | Maggie Greene                  | 6 episodis          |

### Director
| Any  | Títol     | Notes            |
| ---- | --------- | ---------------- |
| 2017 | DreamGirl | pel·lícula curta |

### Actriu de veu
| Any  | Títol            | Paper             | Notes      |
| ---- | ---------------- | ----------------- | ---------- |
| 2014 | Archer           | Juliana Calderon  | 4 episodis |
| 2014 | Destiny          | Exo Stranger      | videojoc   |
| 2021 | Invencible       | Holly / War Woman | 4 episodis |
| 2022 | Catwoman: Hunted | Julia Pennyworth  |            |